# Cuspidaria
Cuspidaria DC.,  es un género de plantas de la familia Bignoniaceae que tiene 32 especies de árboles.

## Descripción
Son lianas con, ramillas cilíndricas, con o sin campos glandulares interpeciolares; estípulas pequeñas o inexistentes. Hojas simples a 5 folioladas, a veces con un simple mechón. Inflorescencia en forma de una panícula terminal, a menudo en una rama lateral corta. Flores con el cáliz cupular, 5-denticulados, los dientes por lo general largos y conspicuos, corola color lavanda, tubular-infundibuliforme. Fruto una cápsula lineal u oblonga, las valvas más o menos leñosas aunque a veces bastante delgadas, paralelo al tabique, con visible planteadas márgenes laterales más o menos alados o con dos crestas submarginales, en cualquiera de los casos con un surco más o menos evidente en el centro de cada valva, semillas finas, las alas hialinas.

## Taxonomía
El género fue descrito por Augustin Pyrame de Candolle  y publicado en Bibliotheque Universelle de Geneve ser. 2. 17: 125. 1838. La especie tipo es: Cuspidaria pterocarpa (Cham.) DC. 

## Especies más importantes
| - Cuspidaria angustidens - Cuspidaria argentea - Cuspidaria biebersteinii - Cuspidaria bracteata - Cuspidaria callistegioides - Cuspidaria campanulata - Cuspidaria cheiranthoides - Cuspidaria convoluta - Cuspidaria cordata - Cuspidaria corymbifera | - Cuspidaria emmonsii - Cuspidaria erubescens - Cuspidaria fasciculata - Cuspidaria floribunda - Cuspidaria hibiscifolia - Cuspidaria lateriflora - Cuspidaria mollis - Cuspidaria multiflora - Cuspidaria octoptera - Cuspidaria ovalis - Cuspidaria pauciflora | - Cuspidaria populeaster - Cuspidaria pterocarpa - Cuspidaria puberula - Cuspidaria pulchella - Cuspidaria ramentacea - Cuspidaria schumanniana - Cuspidaria simplicifolia - Cuspidaria stenocarpa - Cuspidaria subincana - Cuspidaria trifoliata - Cuspidaria weberbaueri |